# 胡駿
胡駿（1869年—1934年），表字葆森，庵號補齋，四川省廣安州協興鄉人，光緒二十九年（1903年），中式癸卯科二甲進士。選庶吉士，散館授翰林院編修。

## 生平
父雨田，光緒年間為雲南宜良典史。胡駿少隨父於雲南，年二十回廣安州試，名列第一。補廩生，調成都尊經書院肄業。壬寅(1902年)；中四川鄉試舉人；癸卯(1903年)成進土，改翰林院庶吉士。時以官費留學日本，在同船人士中，有四川籍翰林顏楷和好幾位進士、舉人。顏素矜驕，一天與一位日本長鬚老者互賭作詩，均用原韻做了十幾首，顏楷江郎才盡，快要輸了，旁觀同鄉知胡駿工詩詞，推胡與日本人賭作，以挽回面子。胡與之作了26首，日本人作不下去，悅服認輸。胡駿後於日本法政大學速成班畢業。
光緒三十三年（1907年）學成歸國，考試最優等，歷任翰林院編修、國史館協修，實錄館、憲政編查館纂修，學部行走等職，兼任欽選之資政院議員。四川鄉人推為京師蜀學堂監督。光緒己亥年（1899年），蒲殿俊、顧巨六於廣安城北玉皇觀創辦紫金精舍，請胡駿為主講。胡駿用宋代胡瑗教學之法，分經義、治事兩大類，並授與時務之學。胡唆與蒲殿俊主張，應清除舊時作文之病，常摘古文、令初學者譯為今語，每旬課作，則一題語、文兩進。最初受業者只二十餘人，後增至百數十人。廣安故有甘棠、培文、渠江三書院，其教席皆怪而疾之，尤側目生徒，而誣胡駿，蒲殿俊、顧巨六為康（康有為）黨，相與訐告興獄，歲日糾擾，胡駿等一不為動，講論愈勤，蒲殿俊、顧巨六亦奮身犯難不顧，卒以紫舍精舍並三書院改為高等小學堂為止。胡駿在日本時與蒲殿俊得悉四川總督錫良奏辦川漢鐵路，募股為資，其股來源加糧賦於民，名曰租股捐，該鐵路局，繼改名為官辦川漢鐵路公司，紳士不得干預，而川民對於所賦股東權利不得沾享，咸感憤激，蕭湘、鄧壽遐等亦感不平，於是約集在日本川人三百餘人，成立川漢鐵路改進會，郵書錫良，正言力爭，錫氏卒以理不可勢屈，允公司為商辦，改草章程，如公司律，咨郵傳部立案。後趙爾巽任川督時，對於公司有異議，蒲殿俊直詞力爭，是時各川、縣亦設股東分會，勢難復撓，商辦之案，乃幸不翻。
辛亥年(1911年)，四川保路運動事起，蒲殿俊、羅梓卿等九人被總督趙爾豐逮捕，趙請旨就地正法，時胡駿居北京為內閣總理大臣慶親王奕劻少子之師，而此時奕劻正在假期，未復趙奏。後奕劻銷假復職，請向胡駿究竟，胡說：「若殺蒲、羅諸人，不特不能平息川亂，那川亂就更大了」。胡駿在北京並與宋育仁、施鶴笙、賀維翰、顧鼇（巨六）等同鄉京宮，具呈呼籲，蒲、羅諸人得以不遭殺害。胡駿是民主黨成員（後共和、民主、統一三黨合併為進步黨，胡駿為進步黨四川支部正部長），民國二年（1913年）四川省議會召开，國民黨與共和黨為爭議長，相持不下，民主黨舉足輕重，均承認讓與民主黨主持議席，胡駿以有夙望，被推為議長。後因彈劾四川都督胡文瀾之經費預算，未經省議會決議，擅自籌措，胡不樂其職，未屆期滿辭去。
其後，胡移居重慶，見川亂不已，遂閉門謝客不問政事，以詩文自娛。曾任東川道道尹。晚年一意搜尋金石骨董碑版書畫，每有所得，輒考訂精審，彌用自喜。其所撰詩歌駢文聯語，俱載諸43本《補齋日記》中。胡有三子，胡光熊、胡光傑、胡光麃。長子在日本讀書時游泳溺水而死。次子號胡仲實，三子號淑潛，均為胡駿所起。他說，仲實者，是希望他踏踏實實地做事；淑潛者，是要他少說多做。胡還常以顏楷與日本人賭做詩一事告誡二子：萬勿輕視別人，招致恥辱。後兩子在辦實業和做學問上均有建樹。
民國二十三年（1934年），病逝於重慶。。